# Rybník, Ústí nad Orlicí
Rybník là một làng thuộc huyện Ústí nad Orlicí, vùng Pardubický, Cộng hòa Séc.